# Reprezentacja Hiszpanii na Mistrzostwach Europy w Wioślarstwie 2010
Reprezentacja Hiszpanii na Mistrzostwach Europy w Wioślarstwie 2010 liczyła 15 sportowców. Najlepszym wynikiem było 3. miejsce w dwójce bez sternika wagi lekkiej mężczyzn.

## Medale

### Złote medale
Brak

### Srebrne medale
Brak

### Brązowe medale
dwójka bez sternika wagi lekkiej (LM2-): Andreu Castellà Gasparín, Rubén Álvarez Pedrosa

## Wyniki

### Konkurencje mężczyzn
- dwójka bez sternika (M2-): Alexander Sigurbjörnsson Benet, Pau Vela Maggi – 7. miejsce
- dwójka bez sternika wagi lekkiej (LM2-): Andreu Castellà Gasparín, Rubén Álvarez Pedrosa – 3. miejsce
- czwórka bez sternika (M4-): Pedro Rodríguez Aragón, Jesús Álvarez González, Marcelino García Cortés, Noe Guzman Del Castillo – 7. miejsce
- czwórka bez sternika wagi lekkiej (LM4-): Juan Luis Fernandez Tomas, Daniel Sigurjorsson Benet, Arnau Bertrán Sastre, Marc Franquet Montfort – 10. miejsce

### Konkurencje kobiet
- jedynka (W1x): Nuria Domínguez Asensio – 11. miejsce
- dwójka podwójna wagi lekkiej (LW2x): Maialen Arrazola Santesteban, Teresa Mas De Xaxars – 6. miejsce